# Christian Meyer (polityk)
Christian Meyer (ur. 23 lipca 1975 w Holzminden) – niemiecki polityk i socjolog, działacz Sojuszu 90/Zieloni, w latach 2008–2022 deputowany do Landtagu Dolnej Saksonii, w latach 2013–2017 i od 2022 minister w rządach Dolnej Saksonii, członek Bundesratu.

## Życiorys
W 1995 roku zdał egzamin maturalny. Następnie odbył służbę zastępczą, a w latach 1996–2002 studiował ekonomię, nauki polityczne, medioznawstwo oraz prawo publiczne na Uniwersytecie w Getyndze. Ukończył studia z tytułem dyplomowanego socjologa.
W 2003 roku pracował w Parlamencie Europejskim jako doradca jednej z europosłanek ds. klimatu, środowiska, energii, ochrony zwierząt i wycofywania energii atomowej. W latach 2004–2008 był dyrektorem zarządzającym Stowarzyszenia Wspierania Reformy Podatkowej na rzecz Ekologii (Ökologische Steuerreform e.V.), obecnie działającego jako Forum Ekologiczno-Społecznej Gospodarki Rynkowej (FÖS).
Członek Sojuszu 90/Zieloni od 1994 roku. W latach 1999–2003 zasiadał w zarządzie krajowym partii w Dolnej Saksonii. Był posłem do landtagu Dolnej Saksonii w latach 2008–2022. Pełnił funkcję wiceprzewodniczącego frakcji Zielonych w latach 2010–2013 oraz ponownie w latach 2017–2022. Od 2015 roku należy do federalnej rady partii (Bundesparteirat).
W latach 2013–2017 zajmował stanowisko ministra ds. wyżywienia, rolnictwa i ochrony konsumentów Dolnej Saksonii. 8 listopada 2022 roku został powołany na ministra ds. środowiska, energii i ochrony klimatu tego landu. W Bundesracie zasiada od 8 listopada 2022 roku jako przedstawiciel Dolnej Saksonii.